# Panorama (São Paulo)
Panorama – miasto i gmina w Brazylii, w stanie São Paulo. Znajduje się w mezoregionie Presidente Prudente i mikroregionie Dracena.